# Jornada de Argel
Se conoce como la Jornada de Argel a la expedición efectuada por el rey Carlos I de España en 1541 para arrebatar Argel al almirante otomano Barbarroja que terminó en una derrota española. La poca planificación y el clima desfavorable llevó al fracaso de la expedición.

## Antecedentes
A pesar del éxito del rey Carlos I de España alcanzado en 1535 en la Jornada de Túnez contra el almirante otomano Barbarroja, este amenazaba desde Argel las costas cristianas del Mediterráneo.
Debido a las relaciones de los otomanos con los moriscos, el peligro para España era doble, por lo que Carlos I decidió conquistar Argel. El papa intentó disuadirle planteando que era más importante atacar a los turcos en el centro de Europa, ya que acababan de tomar Budapest. Por otro lado, el almirante genovés Andrea Doria y el Marqués del Vasto, Alfonso de Ávalos, también trataron de disuadirle, considerando que se estaba acabando el verano de 1541 y que se acercaba la época de los temporales. Pese a ello, Carlos I emprendió la expedición.

## La escuadra
La flota y los tercios de España se concentraron en la bahía de Palma de Mallorca y en Menorca, de donde salieron hacia Argel el 18 de octubre de 1541. La escuadra de Málaga, junto con los galeones del Cantábrico, se dirigieron directamente hacia Argel. El encuentro se efectuó en Cabo Cajina, al oeste de Argel.
La escuadra que salió de Palma, en la que fue embarcado Carlos I, estaba formada por:
- Las galeras de Andrea Doria, príncipe de Melfi y almirante en jefe de la expedición.
- Cuatro galeras de Malta
- Cuatro galeras de Sicilia al mando de Berenguer de Requesens
- Seis galeras de Antonio Doria
- Cinco galeras de Nápoles, con García Álvarez de Toledo y Osorio.
- Cuatro galeras del Conde de Anguilera
- Dos galeras del Vizconde Cicala
- Dos galeras del Duque de Terranova
- Dos galeras del Señor de Mónaco.

La de Málaga salió con las 15 galeras de Bernardino de Mendoza y hasta 200 embarcaciones de todos los tamaños. Mandaba esta escuadra el Fernando Álvarez de Toledo y Pimentel —III duque de Alba de Tormes— y fueron embarcados en ella muchos nobles y personajes famosos, de los que merecen especial mención Hernán Cortés —conquistador de México y I Marqués del Valle de Oaxaca— y el poeta Gutierre de Cetina.
En total eran 65 galeras y unas 300 naves de guerra y transporte, llevando 12 000 hombres de mar y para el desembarco 8000 infantes españoles, 6000 alemanes y 6000 italianos, 3000 aventureros y 2000 caballeros, más unos 4000 soldados de dotación de las galeras.

## La operación
El 21 de octubre la flota española se encontraba en la costa argelina. Durante la travesía desde Mahón a Argel, se desató una tormenta que casi llevó a la flota a pique. Al fin, llegaron a costas argelinas, pero el mal tiempo hizo retrasar el desembarco, y los marinos más avezados aconsejaron a Carlos I que desistiera de la operación, pues además de que el clima les era contrario, el gobernador de la ciudad, Hassan-Agá, había defendido bien la costa. Pero él insistió en ejecutar su plan, a pesar de que se estaban empezando a producir daños en las embarcaciones.
La escuadra de Bernardino de Mendoza quedó al resguardo de una ensenada, y el resto de los buques siguieron la costa buscando un lugar propicio para el desembarco. Lo escogieron entre los riachuelos Khemir y Harzach, a pocos kilómetros de Argel.
El domingo 23, al amanecer, amainó el temporal y se inició el desembarco. Las tropas tuvieron que vadear un largo trecho con el agua a la cintura, llevando sus armas, impedimenta y víveres para tres días. Al mediodía casi toda la tropa había desembarcado, pero arreció el temporal, lo que impidió desembarcar el material pesado, los caballos y los víveres.
Al desembarcar Carlos I, envió un correo a Hassan-Agá, que estaba a cargo de la defensa de Argel, exigiendo la rendición, pero no obtuvo respuesta.

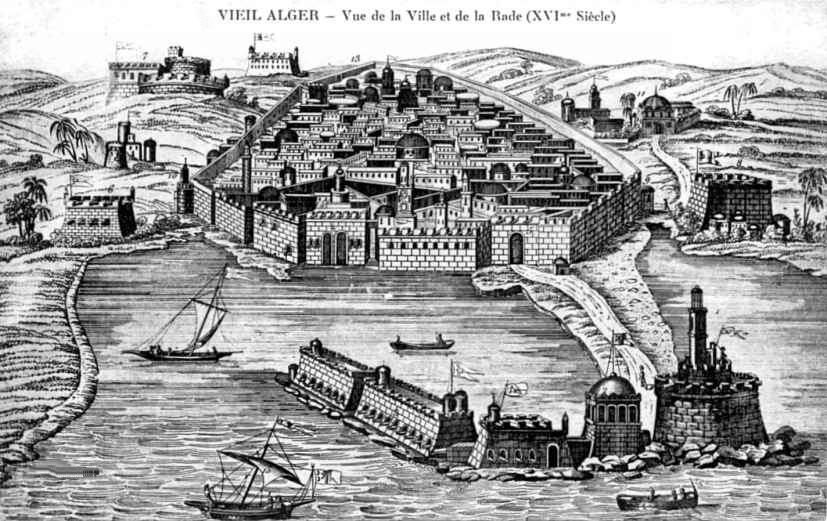
Plano de Argel en el

El lunes, las tropas desembarcadas comenzaron su avance, divididas en tres cuerpos. Los españoles en vanguardia, al mando de Hernando Gonzaga; los alemanes, en medio, mandados por el duque de Alba y acompañados por el emperador, y los italianos al mando de Camilo Collona, y acompañados por 400 caballeros de la Orden de Malta por la costa. Fueron hostigados por jinetes indígenas irregulares, armados de escopetas y ballestas.
La ciudad estaba bien fortificada pero contaba con pocas tropas. Unos 800 turcos y unos 5000 moros y moriscos españoles.
Se estableció el sitio y se preparó el plan para el asalto, para el que se contaba con el apoyo de las galeras desde el mar. Pero al no disponer del material pesado (artillería de asedio, herramientas de escalada de los muros, etc.), se fue retrasando el ataque.
Empeoró el clima, con lluvias torrenciales y vientos huracanados, que derrumbaron las tiendas del campamento. Con el suelo embarrado y sin resguardo, las tropas no pudieron dormir en toda la noche. Al día siguiente, el clima siguió malo, y los sitiados hicieron una salida obligando a huir a un destacamento italiano. Acudieron en su ayuda los alemanes y los caballeros de Malta, y la escaramuza se mantuvo en las puertas de Argel. Hubo unos 300 muertos y otros tantos heridos, pero las tropas invasoras consiguieron cerrar el cerco. Ya confiaban en tomar la ciudad al día siguiente.

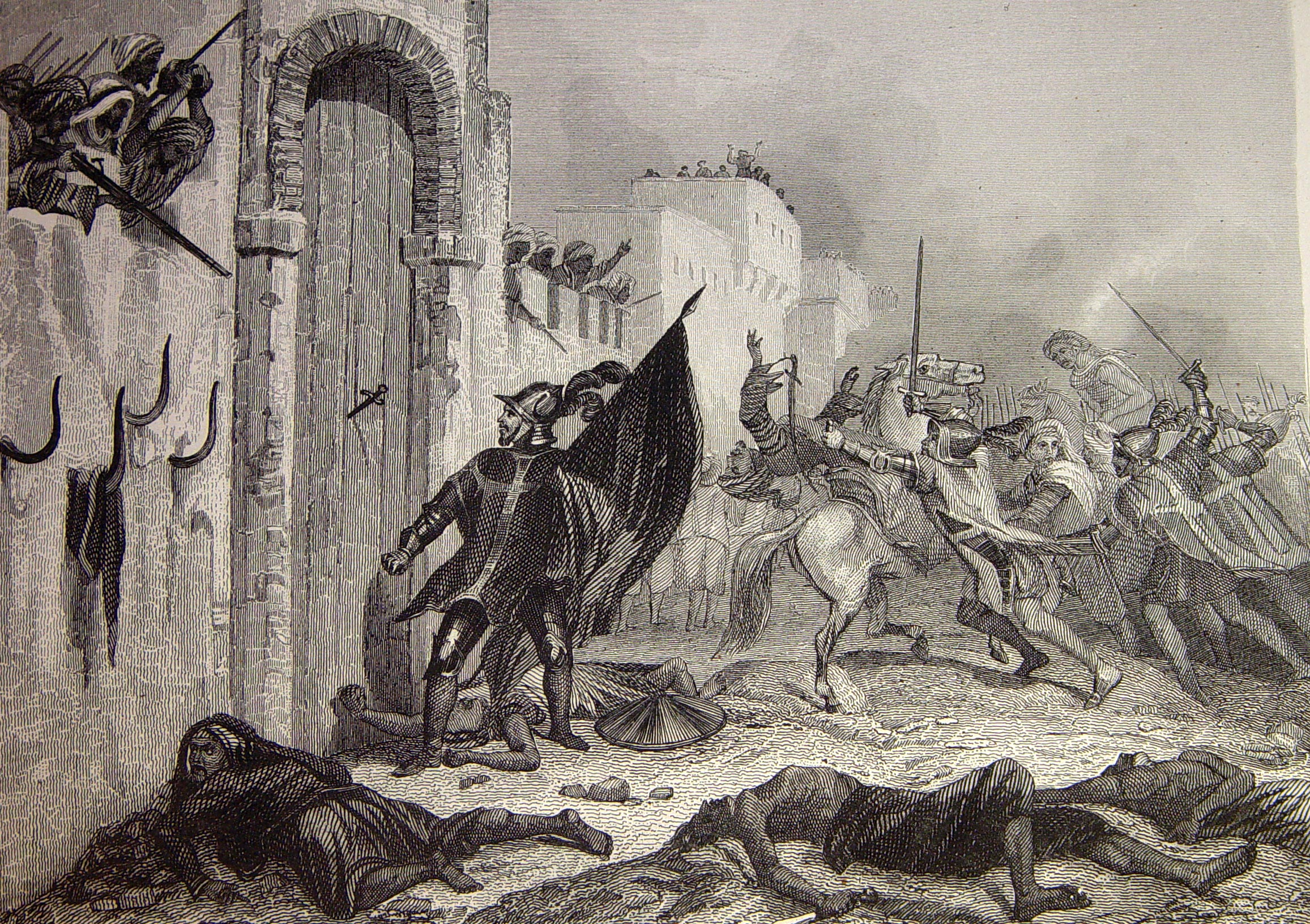
Un caballero maltés clava su daga en la puerta de Bab Azzoun, de Léon Galibert (1844)

El 24 y 25 de octubre recrudeció el temporal. En poco tiempo se hundieron 150 naves cargadas de víveres, municiones y caballos. Las tripulaciones de las naves que habían quedado varadas por el temporal fueron pasadas a cuchillo por los argelinos. Muchas naves consiguieron salvarse tirando al agua elementos pesados, como la artillería. Doria reunió a las supervivientes y las llevó al abrigo del cabo Matefu.
A la vista de la situación y la falta de víveres, en tierra se celebró consejo y los generales decidieron levantar el asedio y dirigirse hacia las naves de Doria para reembarcar. Carlos I aceptó la decisión. Se inició la retirada casi sin víveres y con los españoles protegiendo la retaguardia. Al llegar al cabo Matefu, Hernán Cortés propuso al emperador que embarcara y que le dejara las tropas para volver a intentar la conquista de Argel. Pero Carlos no lo aceptó.

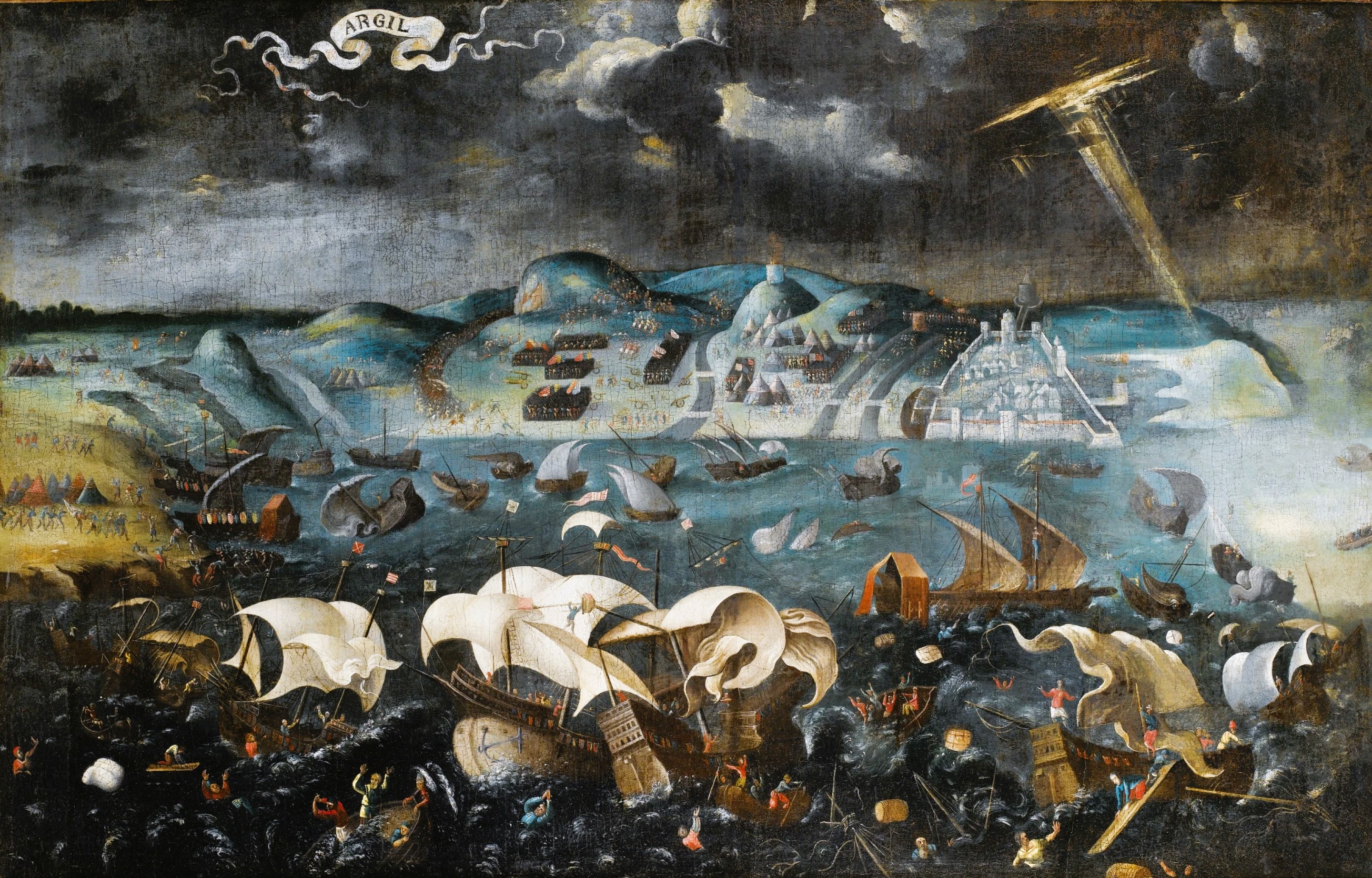
Naufragio de barcos cristianos en la bahía de Argel, 1541

Para efectuar el reembarque, se tiraron al agua los caballos para hacer sitio a los hombres. Casi terminado el reembarque, el clima volvió a empeorar, por lo que se terminó precipitadamente, y se hicieron a la mar. Algunas naves se estrellaron contra los arrecifes, otras se dirigieron a Argel, entregándose a los turcos bajo promesa de que les respetasen la vida.
La flota se dispersó, dirigiéndose unos a Orán, otros a Italia, Cerdeña o España. Las galeras de Doria, en las que iba Carlos I, recalaron en Bugía, donde pasaron veinte días. Hasta el 23 de noviembre no amainó el temporal, y se dirigieron a Ibiza y Cartagena, a donde llegaron a primeros de diciembre.
El Tercio Viejo de Sicilia debió ir a socorrer a Túnez, sitiada por un ejército formado en su mayor parte por caballería mora, pero el tercio consiguió salvar la ciudad tras la buena actuación del maestre de campo Álvaro de Sande.
Las pérdidas fueron muchas, pero no se contabilizaron, ni al parecer hubo voluntad de hacerlo.